# Lottia alveus
Lottia alveus је пуж из реда Patellogastropoda и фамилије Lottidae. 

## Угроженост
Ова врста је изумрла, што значи да нису познати живи примерци.